# Futbol als Jocs Olímpics d'estiu de 1952
Als Jocs Olímpics d'Estiu de 1952 celebrats a la ciutat de Hèlsinki (Finlàndia) es disputà una competició de futbol en categoria masculina. La competició tingué lloc entre els dies 15 de juliol i 2 d'agost de 1952 a l'Estadi Olímpic de Hèlsinki i en altres poblacions properes a Hèlsinki.

## Resum de medalles
| Prova          | Or | Argent | Bronze |
| Futbol masculí | Hongria Gyula Grosics · Jenő Dálnoki · Imre Kovács · László Budai · Ferenc Puskás · Zoltán Czibor · Lajos Csordás · Jenő Buzánszky · Gyula Lóránt · Mihály Lantos · József Bozsik · József Zakariás · Nándor Hidegkuti · Sándor Kocsis · Péter Palotás · János Börzsei · Sándor Gellér · Géza Henni · Ferenc Szojka · János Varga | Iugoslàvia Vladimir Beara · Branko Stanković · Tomislav Crnković · Zlatko Čajkovski · Ivan Horvat · Vujadin Boškov · Tihomir Ognjanov · Rajko Mitić · Bernard Vukas · Stjepan Bobek · Branko Zebec · Dušan Cvetković · Milorad Diskić · Ratko Čolić · Slavko Luštica · Zdravko Rajkov · Vladimir Čonč · Vladimir Firm · Branko Kralj · Nikola Radović | Suècia Kalle Svensson · Lennart Samuelsson · Erik Nilsson · Holger Hansson · Bengt Gustavsson · Gösta Lennart Lindh · Sylve Bengtsson · Gösta Löfgren · Ingvar Rydell · Yngve Brodd · Gösta Sandberg · Olof Ahlund · Tore Svensson · Lars Carlsson · Karl-Erik Andersson · Sven Hjertsson · Åke Jönsson · Lars Eriksson · Nils-Åke Sandell · Egon Jönsson |

1. 1 2 3 4 5 6 7 8 9 10 11 12 13 14 15  Jugador convocat que no va jugar cap partit.

## Medaller
| Posició | País       | Or | Argent | Bronze | Total |
| 1       | Hongria    | 1  | 0      | 0      | 1     |
| 2       | Iugoslàvia | 0  | 1      | 0      | 1     |
| 3       | Suècia     | 0  | 0      | 1      | 1     |

## Resultats

### Ronda preliminar
| Polònia                     | 2–1   | França      |
| --------------------------- | ----- | ----------- |
| Trampisz 31' · Krasowka 49' | Resum | Leblond 30' |

 Lahden kisapuisto, Lahti

Àrbitre: Karel van der Meer (PBA)

Assistència:        
| Hongria                 | 2–1   | Romania  |
| ----------------------- | ----- | -------- |
| Czibor 21' · Kocsis 73' | Resum | Suru 86' |

 Veritas Stadion, Turku

Àrbitre: Nikolai Latychev (URSS)

Assistència: 14.000        
| Iugoslàvia                                                              | 10–1  | Índia          |
| ----------------------------------------------------------------------- | ----- | -------------- |
| Vukas 2' 62' · Mitić 14' 43' · Zebec 17' 23' 60' 87' · Ognjanov 52' 67' | Resum | Ahmed Khan 89' |

 Estadi Olímpic, Hèlsinki

Àrbitre: John Best (USA)

Assistència: 20.000        
| Dinamarca        | 2–1   | Grècia            |
| ---------------- | ----- | ----------------- |
| Petersen 36' 37' | Resum | Emmanouilides 85' |

 Tampere

Àrbitre: Waldemar Karni (FIN)

Assistència: 7.000        
| Unió Soviètica              | 2–1   | Bulgària  |
| --------------------------- | ----- | --------- |
| Bobrov 100' · Trofimov 104' | Resum | Kolev 95' |

 Arto Tolsa Areena, Kotka

Àrbitre: Istvan Zsolt (HON)

Assistència: 10.000        
| Itàlia                                                                             | 8–0   | Estats Units |
| ---------------------------------------------------------------------------------- | ----- | ------------ |
| Gimona 3' 51' 75' · Pandolfini 16' 62' · Venturi 27' · Fontanesi 52' · Mariani 87' | Resum |              |

 Tampere

Àrbitre: Arthur Ellis (ANG)

Assistència: 10.000        
| Brasil                                                            | 5–1   | Països Baixos   |
| ----------------------------------------------------------------- | ----- | --------------- |
| Humberto Tozzi 25' · Larry 33' (p.k.) 36' · Jansen 81' · Vavá 86' | Resum | van Roessel 15' |

 Veritas Stadion, Turku

Àrbitre: Giorgio Bernardi (ITA)

Assistència: 16.000        
| Luxemburg                                    | 5–3   | Regne Unit                          |
| -------------------------------------------- | ----- | ----------------------------------- |
| Roller 60' 95' 97' · Letsch 91' · Gales 102' | Resum | Robb 12' · Slater 101' · Lewis 118' |

 Lahden kisapuisto, Lahti

Àrbitre: Vincenzo Orlandini (ITA)

Assistència:        
| Egipte                                         | 5–4   | Xile                       |
| ---------------------------------------------- | ----- | -------------------------- |
| Elfar 27' · Mechaury 43' · Eldizwi 66' 75' 80' | Resum | Jara 7' 78' · Vial 14' 88' |

 Arto Tolsa Areena, Kotka

Àrbitre: John Nilsson (SUE)

Assistència:        

### Primera ronda
| Finlàndia                     | 3–4   | Àustria                                           |
| ----------------------------- | ----- | ------------------------------------------------- |
| Stolpe 11' 34' · Rytkönen 36' | Resum | Gollnhuber 8' (p.k.) 30' · Stumpf 59' · Grohs 79' |

 Estadi Olímpic, Hèlsinki

Àrbitre: William Ling (ANG)

Assistència: 33.053        
| Brasil                         | 2–1   | Luxemburg |
| ------------------------------ | ----- | --------- |
| Larry 42' · Humberto Tozzi 49' | Resum | Gales 86' |

 Arto Tolsa Areena, Kotka

Àrbitre: Mayan Macancic (IUG)

Assistència:        
| Iugoslàvia                                           | 5–5   | Unió Soviètica                                 |
| ---------------------------------------------------- | ----- | ---------------------------------------------- |
| Mitić 29' · Ognjanov 33' · Zebec 44' 59' · Bobek 46' | Resum | Bobrov 53' 77' 87' · Trofimov 75' · Petrov 89' |

 Tampere

Àrbitre: Arthur Ellis (ANG)

Assistència: 17.000        
| Iugoslàvia                                   | 3–1   | Unió Soviètica |
| -------------------------------------------- | ----- | -------------- |
| Mitić 19' · Bobek 29' (p.k.) · Čajkovski 54' | Resum | Bobrov 6'      |

 Tampere

Àrbitre: Arthur Ellis (ANG)

Assistència: 17.000        
| Alemanya                    | 3–1   | Egipte       |
| --------------------------- | ----- | ------------ |
| Klug 33' · Schröder 38' 61' | Resum | El-Dizwi 64' |

 Veritas Stadion, Turku

Àrbitre: Giorgio Bernardi (ITA)

Assistència:        
| Dinamarca                    | 2–0   | Polònia |
| ---------------------------- | ----- | ------- |
| Seebach 17' · S. Nielsen 69' | Resum |         |

 Veritas Stadion, Turku

Àrbitre: Finn Balstad (NOR)

Assistència: 8.000        
| Suècia                                     | 4–1   | Noruega      |
| ------------------------------------------ | ----- | ------------ |
| Brodd 23' 35' · Rydell 81' · Bengtsson 89' | Resum | Sorensen 83' |

 Tampere

Àrbitre: Johan Aksel Alho (FIN)

Assistència: 4.200        
| Hongria                      | 3–0   | Itàlia |
| ---------------------------- | ----- | ------ |
| Palotás 11' 20' · Kocsis 83' | Resum |        |

 Estadi Olímpic, Hèlsinki

Àrbitre: Karel van der Meer (PBA)

Assistència: 20.000        
| Turquia                     | 2–1   | Antilles Neerlandeses |
| --------------------------- | ----- | --------------------- |
| Tokac 9' · Bilge 76' (p.k.) | Resum | Briezen 79'           |

 Lahden kisapuisto, Lahti

Àrbitre: Carl Jorgensen (DIN)

Assistència:        

### Quarts de final
| Suècia                                | 3–1   | Àustria   |
| ------------------------------------- | ----- | --------- |
| Sandberg 80' · Brodd 85' · Rydell 87' | Resum | Grohs 40' |

 Estadi Olímpic, Hèlsinki

Àrbitre: Vincenzo Orlandini (ITA)

Assistència: 10.000        
| Alemanya                                   | 4–2   | Brasil                 |
| ------------------------------------------ | ----- | ---------------------- |
| Schröder 75' 96' · Klug 89' · Zeitler 120' | Resum | Larry 12' · Zózimo 74' |

 Estadi Olímpic, Hèlsinki

Àrbitre: Arthur Ellis (ANG)

Assistència:        
| Hongria                                                                 | 7–1   | Turquia   |
| ----------------------------------------------------------------------- | ----- | --------- |
| Palotás 18' · Kocsis 32' 90' · Lantos 48' · Puskás 54' 72' · Bozsik 70' | Resum | Guder 57' |

 Arto Tolsa Areena, Kotka

Àrbitre: Waldemar Karni (FIN)

Assistència: 20.000        
| Iugoslàvia                                                       | 5–3   | Dinamarca                                  |
| ---------------------------------------------------------------- | ----- | ------------------------------------------ |
| Čajkovski 19' · Ognjanov 35' · Vukas 41' · Bobek 78' · Zebec 81' | Resum | Lundberg 63' · Seebach 85' · J. Hansen 87' |

 Estadi Olímpic, Hèlsinki

Àrbitre: Waldemar Karni (FIN)

Assistència: 10.000        

### Semifinals
| Hongria                                                              | 6–0   | Suècia |
| -------------------------------------------------------------------- | ----- | ------ |
| Puskás 1' · Palotás 16' · Lindh 36' · Kocsis 65' 69' · Hidegkuti 67' | Resum |        |

 Estadi Olímpic, Hèlsinki

Àrbitre: William Ling (ANG)

Assistència: 22.000        
| Iugoslàvia                   | 3–1   | Alemanya        |
| ---------------------------- | ----- | --------------- |
| Mitić 3' 24' · Čajkovski 30' | Resum | Stollenwerk 12' |

 Estadi Olímpic, Hèlsinki

Àrbitre: Waldemar Karni (FIN)

Assistència: 20.000        

### Partit consolació
| Suècia                   | 2–0   | Alemanya |
| ------------------------ | ----- | -------- |
| Rydell 11' · Löfgren 86' | Resum |          |

 Estadi Olímpic, Hèlsinki

Àrbitre: Vincenzo Orlandini (ITA)

Assistència: 20.000        

### Final
| Hongria                 | 2–0   | Iugoslàvia |
| ----------------------- | ----- | ---------- |
| Puskás 70' · Czibor 88' | Resum |            |

 Estadi Olímpic, Hèlsinki

Àrbitre: Arthur Ellis (ANG)

Assistència: 60.000        